# Газанекеш
Газанекеш (перс. گزنه‌کش) — село в Ірані, входить до складу дехестану Барандуз у Центральному бахші шахрестану Урмія провінції Західний Азербайджан.